# Албърт Елис
Албърт Елис (на английски: Albert Ellis) е американски психолог, известен с формулирането и развитието на рационално-емоционална поведенченска терапия и когнитивна поведенченска терапия.

## Биография
Роден е на 27 септември 1913 година в Питсбърг, САЩ. Завършва Колумбийския университет. След като практикува психоанализа от 1949 до 1953 г., Елис въстава срещу нейната догма и неефективност, експериментира с няколко други метода и в началото на 1955 г. започва своя собствена система на рационално-емоционална поведенческа терапия (РЕПТ). РЕПТ е създадена с цел да спои „дебелоглавия“ бихевиоризъм с датиращия отдавна интерес на Елис към философията и особено феноменологичната, прагматичната и хуманистична философия. Въпреки че в началото почти всички други терапевти ревностно и се противопоставят, Елис продължава да упорства в лекциите и трудовете си върху РЕПТ и накрая постига такъв успех, че днес той е признат за бащата на когнитивно-поведенчската терапия.
Умира на 24 юли 2007 година в Ню Йорк на 93-годишна възраст.

## Книги
- с Реймънд Чип Тафрейт. Как да овладеем своя гняв, преди той да ни овладее. Изд. Лик, 2002